# Langhammars
Langhammars este o arie protejată (arie specială de conservare — SAC, sit de importanță comunitară — SCI, arie de protecție specială avifaunistică — SPA) din Suedia întinsă pe o suprafață de 478,7 ha, integral pe uscat.

## Localizare
Centrul sitului Langhammars este situat la coordonatele 57°59′00″N 19°10′00″E / 57.9832°N 19.1667°E.

## Înființare
Situl Langhammars a fost declarat sit de importanță comunitară în decembrie 1995 pentru a proteja 3 specii de plante și 8 specii de animale. Alte tipuri de protecție:
- arie de protecție specială avifaunistică (în decembrie 1998)[2]
- arie specială de conservare (în martie 2011)[1][3][4]

## Biodiversitate
Situată în ecoregiunile boreală și marină baltică, aria protejată conține 11 habitate naturale: Pajiști cu Molinia pe soluri calcaroase, turboase sau argilos-nămoloase (Molinion caeruleae), Alvar nordic și șisturi calcaroase precambriene, Pășuni din zone de pădure fino-scandinave, Mlaștini calcaroase cu Cladium mariscus și specii de Caricion davallianae, Taiga vestică, Pajiști uscate seminaturale și facies de acoperire cu tufișuri pe substraturi calcaroase (Festuco-Brometalia) (* situri importante pentru orhidee), Pășuni de coastă din Baltica boreală, Vegetație perenă pe țărmurile stâncoase, Ape puternic oligomezotrofe cu vegetație bentonică cu Chara spp., Pajiști carstice calcaroase sau bazofile, de Alysso-Sedion albi, Mlaștini alcaline.
La baza desemnării sitului se află mai multe specii protejate:
- plante (3): Sisymbrium supinum, sorbus teodorii (Sorbus teodori), Tortella rigens
- păsări (7): sfrâncioc roșiatic (Lanius collurio), pescăruș mic (Larus minutus), ploier auriu (Pluvialis apricaria), ciocântors (Recurvirostra avosetta), chiră mică (Sterna albifrons), chiră de baltă (Sterna hirundo), Sterna paradisaea
- nevertebrate (1): Vertigo angustior